# Église Saint-Barthélemy de Tersac
Pour les articles homonymes, voir Église Saint-Barthélemy.
L'église Saint-Barthélemy de Tersac est une église catholique située dans la commune de Meilhan-sur-Garonne, dans le département de Lot-et-Garonne, en France.

## Localisation
L'église se trouve dans l'ouest du territoire communal, au lieu-dit Tersac, petit écart au sud de la route départementale D116 et du canal latéral à la Garonne.

## Historique
Construit au XIIIe siècle, l'édifice est inscrit au titre des monuments historiques par arrêté du 23 août 1996.

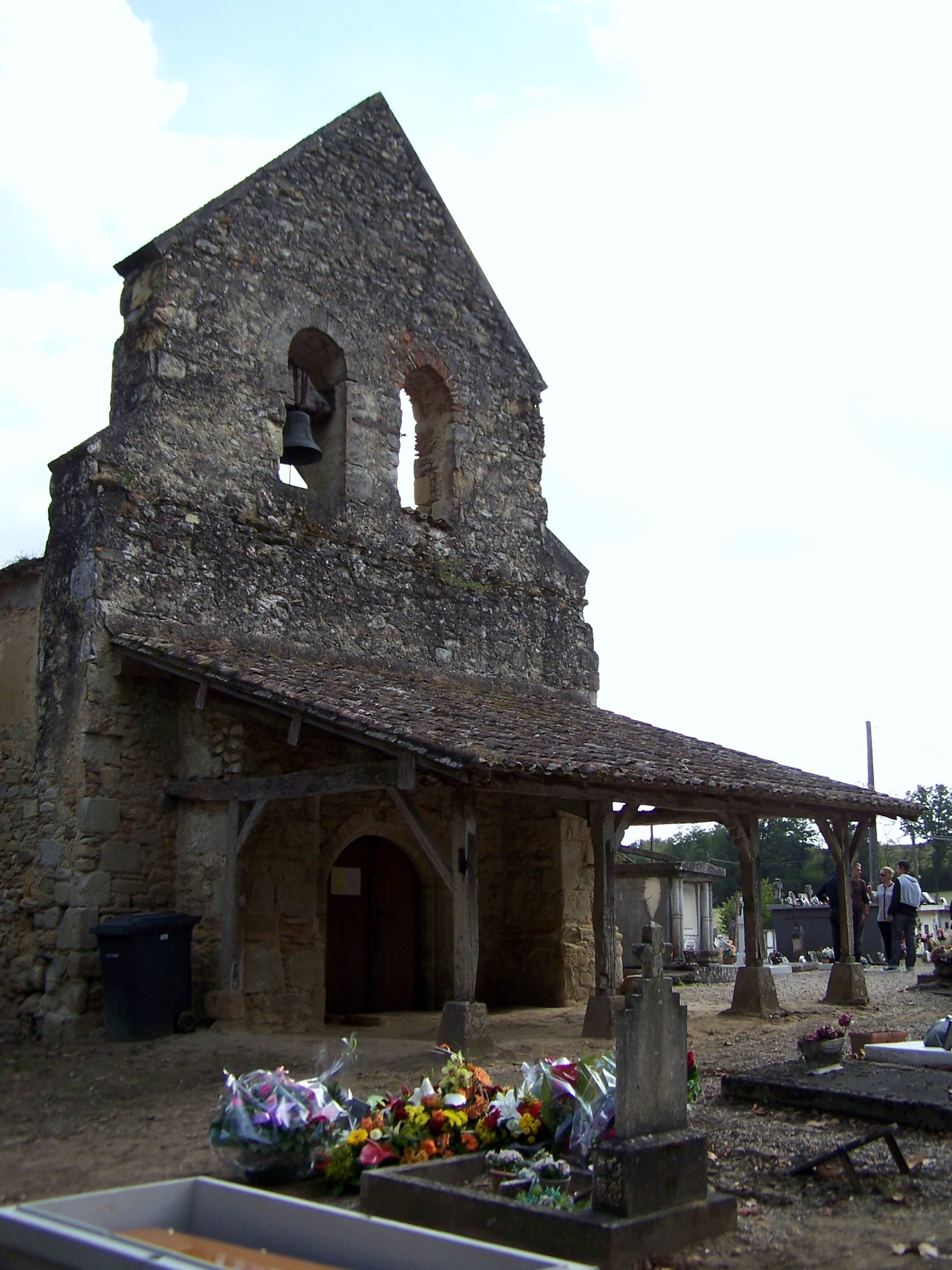
Clocher-mur et porche (sept. 2012)
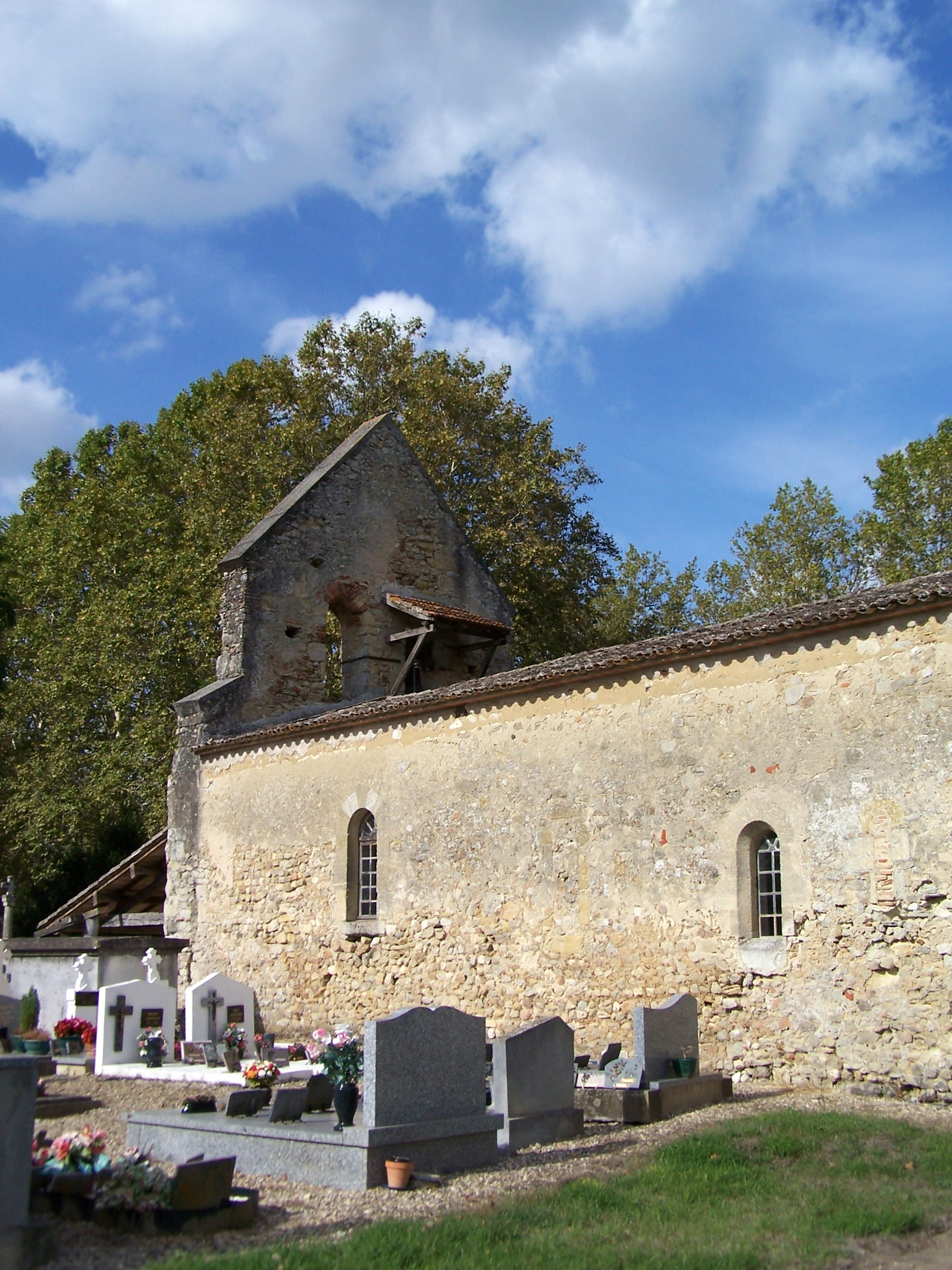
Façade sud (sept. 2012)
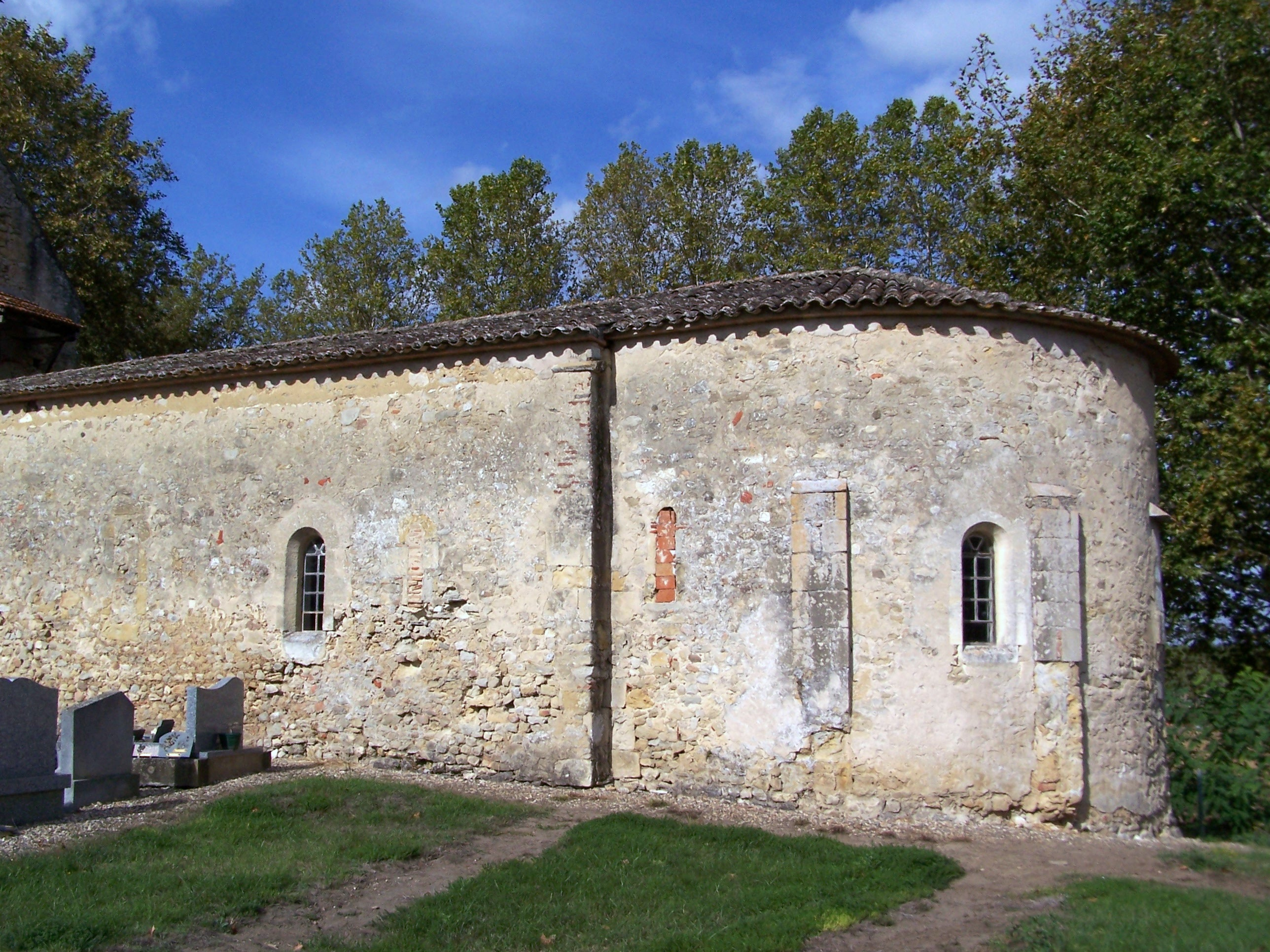
Le chevet (sept. 2012)
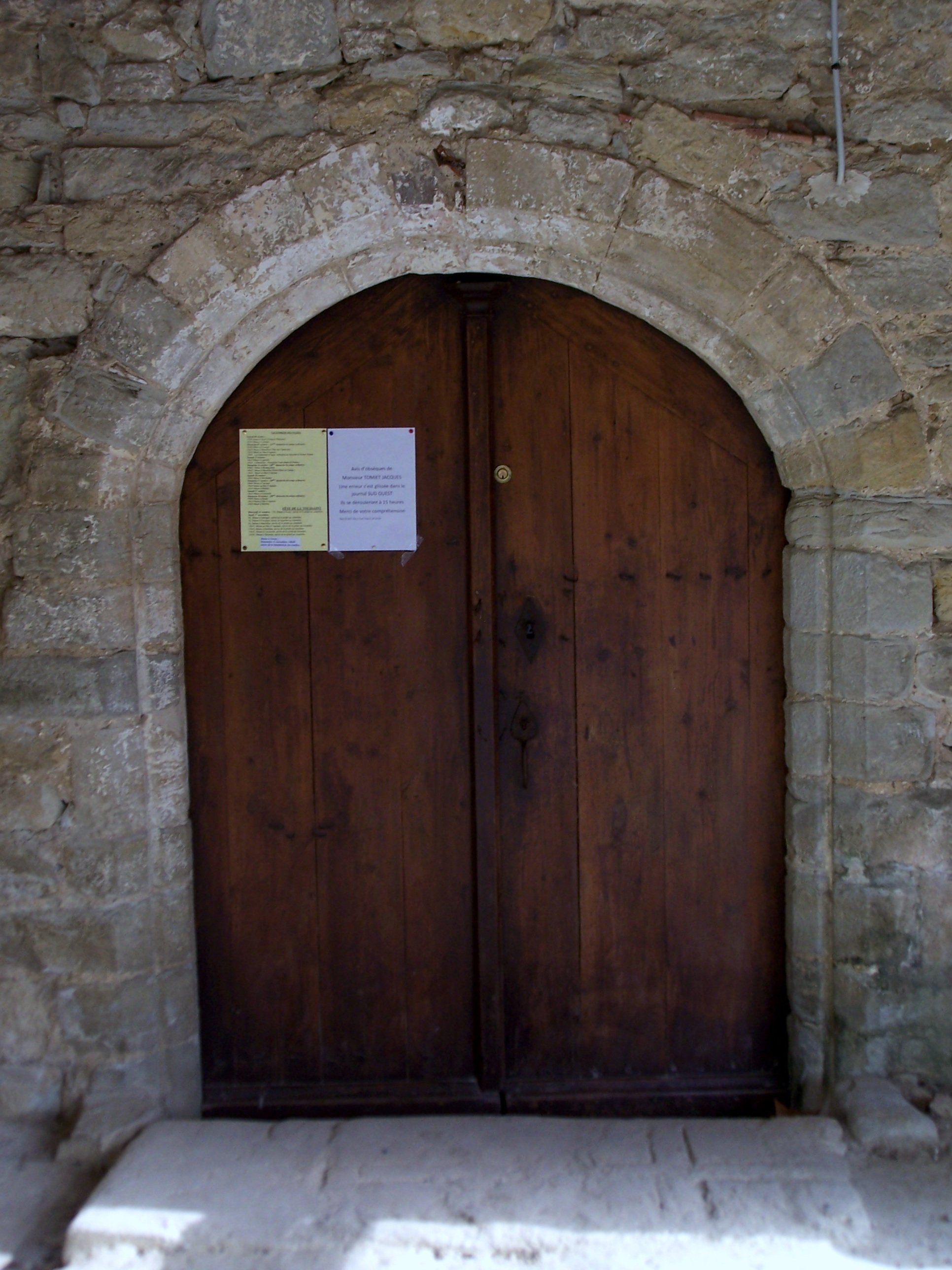
Le portail (sept. 2012)